# Ількульганська сільська рада
Ількульга́нська сільська рада (рос. Илькульганский сельский совет) — сільське поселення у складі Шарлицького району Оренбурзької області Росії.
Адміністративний центр — село Ількульган.

## Населення
Населення — 457 осіб (2019; 533 в 2010, 713 у 2002).

## Склад
До складу сільської ради входять:
| Населений пункт    | Населення, осіб (2002) | Населення, осіб (2010) |
| ------------------ | ---------------------- | ---------------------- |
| Ількульган, село   | 431                    | 373                    |
| Рождественка, село | 282                    | 160                    |